# Krzysztof Kasprzyk (muzyk)
Krzysztof Kasprzyk (ur. 2 stycznia 1963 w Krakowie) – polski muzyk i klawiszowiec. Były członek zespołu Kapitana Nemo. 

## Życiorys
W 1985 Krzysztof Kasprzyk rozpoczął współpracę z grupą Papa Dance jako klawiszowiec. Po konflikcie z Sławomirem Wesołowskim i Mariuszem Zabrodzkim i rozpadzie pierwszego składu, założył wraz z Grzegorzem Wawrzyszakiem, Markiem Kaczmarkiem i Tadeuszem Łyskawą zespół Ex-Dance, który się rozpadł w 1988 roku.

## Dyskografia
- Krzysztof Kasprzyk w Discogs